# 元睿 (济北王)
元睿（6世紀—528年5月17日），字子哲，河南郡洛阳县（今河南省洛阳市东）人，魏献文帝拓跋弘之孙，丞相、高阳文穆王元雍第三子，北魏宗室、官员。
元睿轻视忽略功名利禄，喜爱把玩琴和书籍，以通直散骑侍郎为起家官，升任卫尉少卿，又转任光禄少卿，封济北郡王。建义元年四月庚子（528年5月17日），元睿与父亲元雍都在河阴之变中被杀，朝廷赠予车骑大将军、司空公、雍州刺史。

## 儿子
- 元徽，东魏通直郎、济北王